# Exter (Vlotho)
Exter is het meest westelijke stadsdeel van de Duitse gemeente Vlotho, deelstaat Noordrijn-Westfalen, en telt 2.788 inwoners (31 december 2018). Tot Exter behoort het aan de andere kant van de Autobahn A2 gelegen gehucht Solterwisch.

## Infrastructuur
De Autobahn A2 loopt door het stadsdeel. Afrit 31 (Vlotho-West) van deze autosnelweg ligt in het stadsdeel. Bijzonder is, dat zich hier een ruim 250 meter lang viaduct bevindt, dat uit twee evenwijdig aan elkaar lopende Talbrücken bestaat. Eén daarvan werd in de toenmalige Reichsautobahn in 1938/1939 gebouwd in de stijl van een klassieke boogbrug en heeft de status van bouwkundig monument. Het verkeer in noordoostelijke richting, naar Hannover rijdt over de oude brug, het verkeer in zuidwestelijke richting , naar het Ruhrgebied, over de nieuwe brug.
In Exter is, op de locatie van het in 1962 gesloten station, een klein busknooppunt, waarvandaan men de stadsbus naar Station Vlotho kan nemen en de streekbus naar Herford.

## Economie, geschiedenis
Exter ontstond in de 12e eeuw en was tot circa 1900 een tamelijk arm boerendorp. Dat verbeterde, toen Exter in 1903 een station kreeg aan een spoorlijntje Spenge -Vlotho. Dit lijntje werd in 1962 als onrendabel opgeheven. Kort na de Tweede Wereldoorlog werd de bouw van nieuwe woonwijken noodzakelijk, omdat vele duizenden Heimatvertriebene in de gemeente Vlotho een nieuw bestaan moesten kunnen opbouwen.
Van omstreeks 1903 tot 2011, toen de fabriek door brand verwoest werd, was te Exter een zeer groot bedrijf gevestigd, dat meubelen produceerde. Op deze locatie is daarna een nieuw gebouw voor transport- en opslagbedrijven gebouwd.
In het dorp ligt een tamelijk groot industrieterrein, waar, naast midden- en kleinbedrijf van lokaal en regionaal belang, ook een fabriek van de Oostenrijkse firma Alpla staat. Dit concern produceert en ontwikkelt allerlei typen kunststof verpakkingen (o.a. voor desserts, doucheschuim, frisdranken) en werkt daarbij samen met o.a. Unilever.

## Bezienswaardigheden

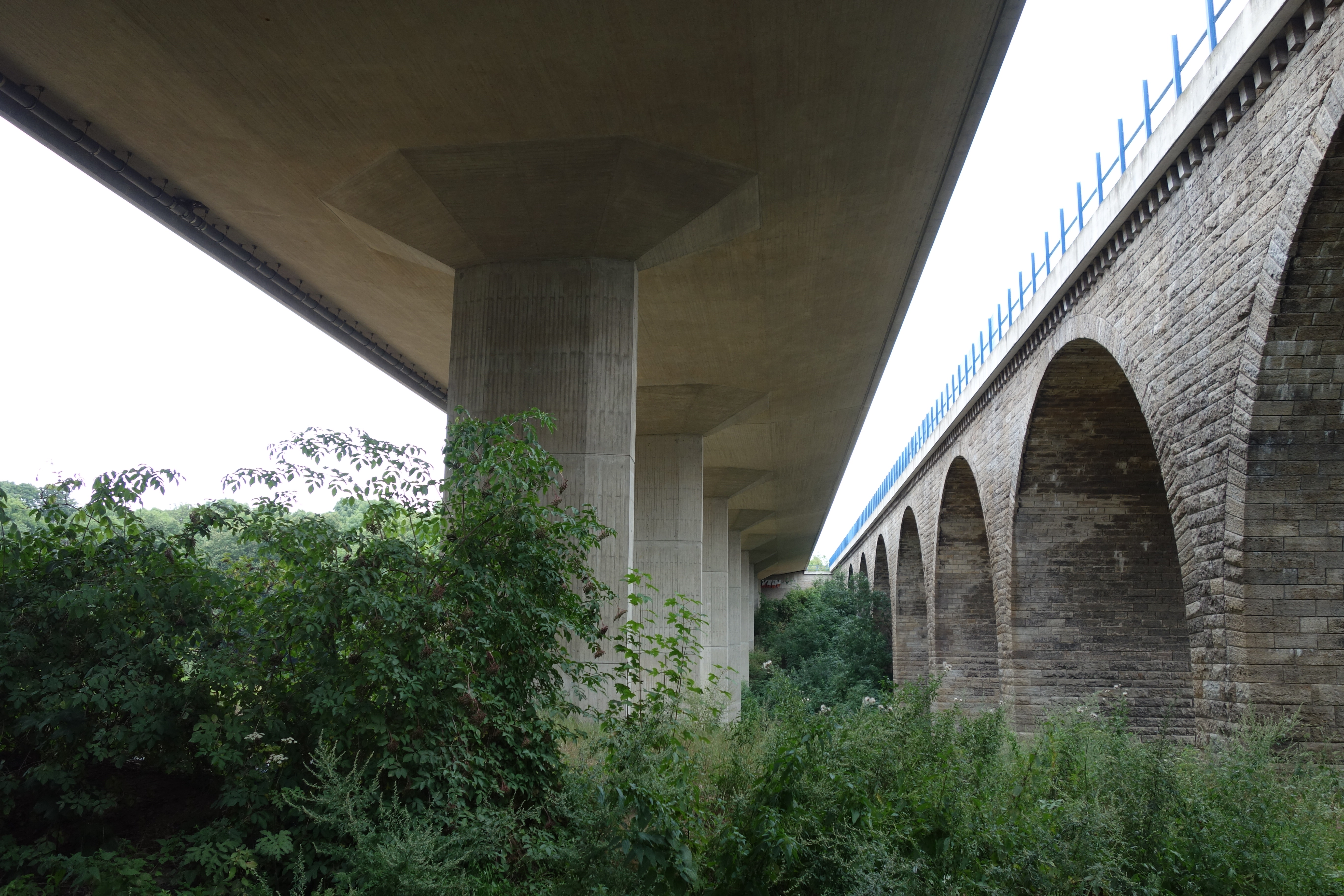
Bruggen over de vallei (Talbrücken) in de A2 bij Exter
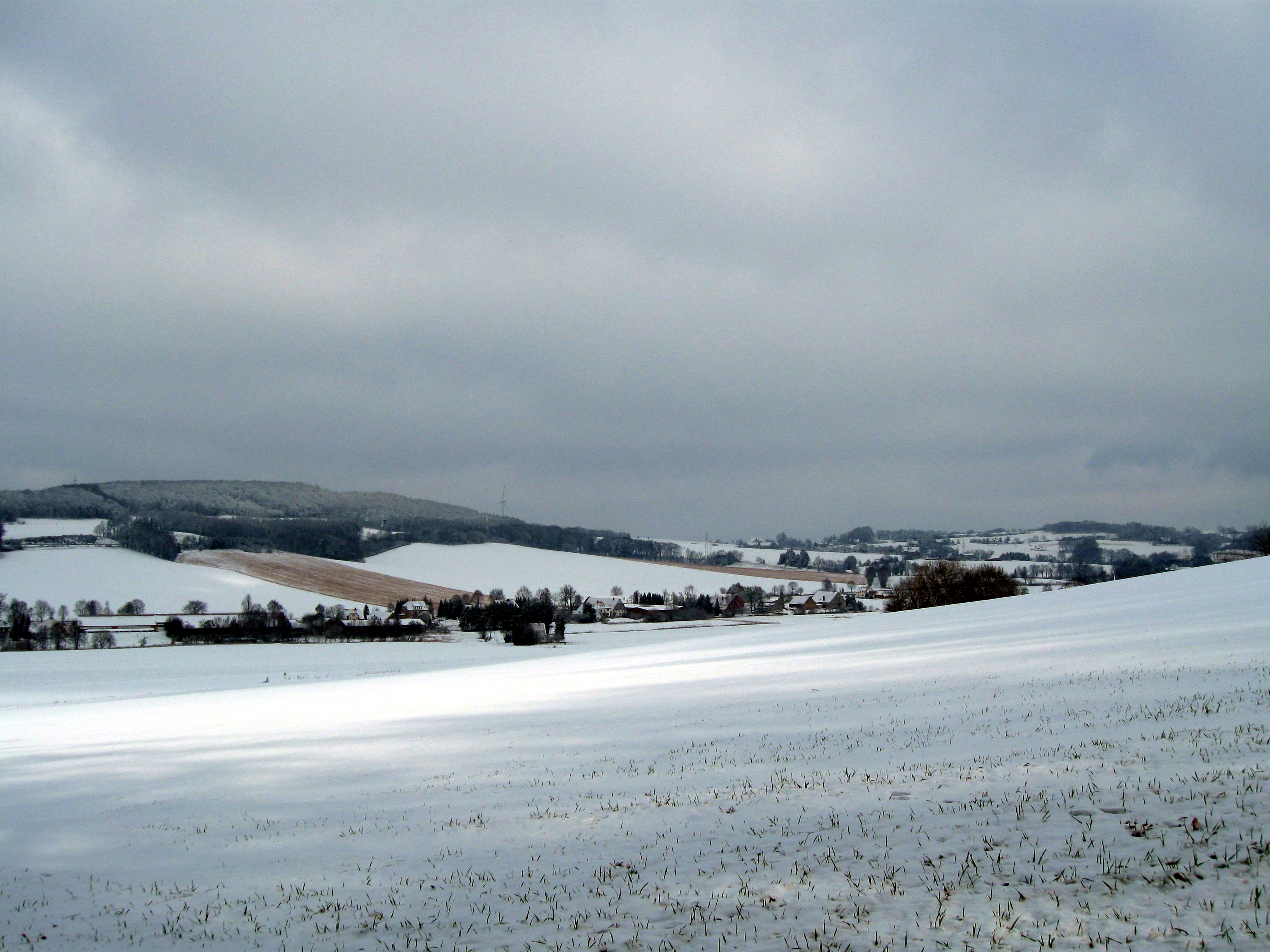
De berg Steinegge
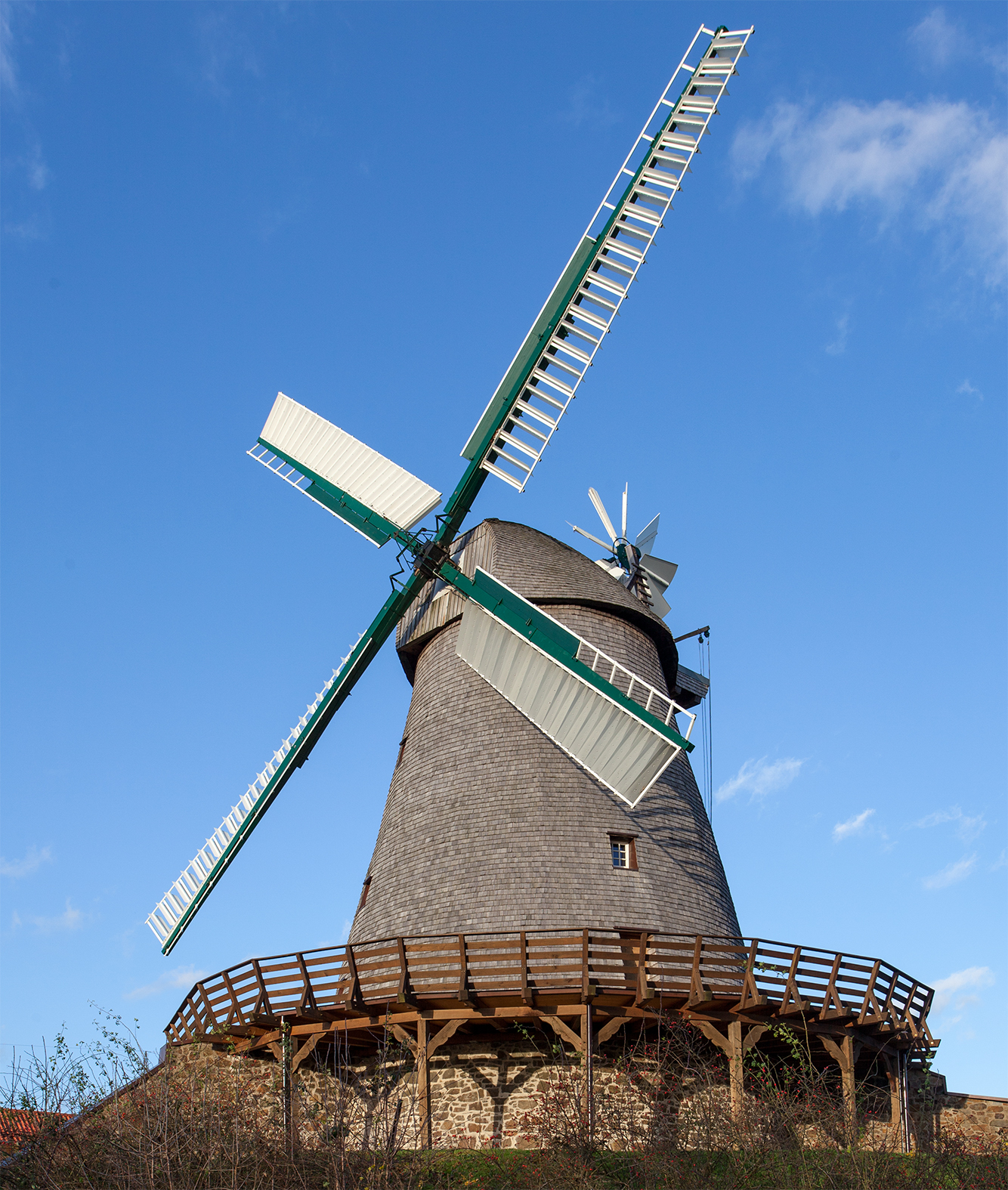
Windmolen Exter
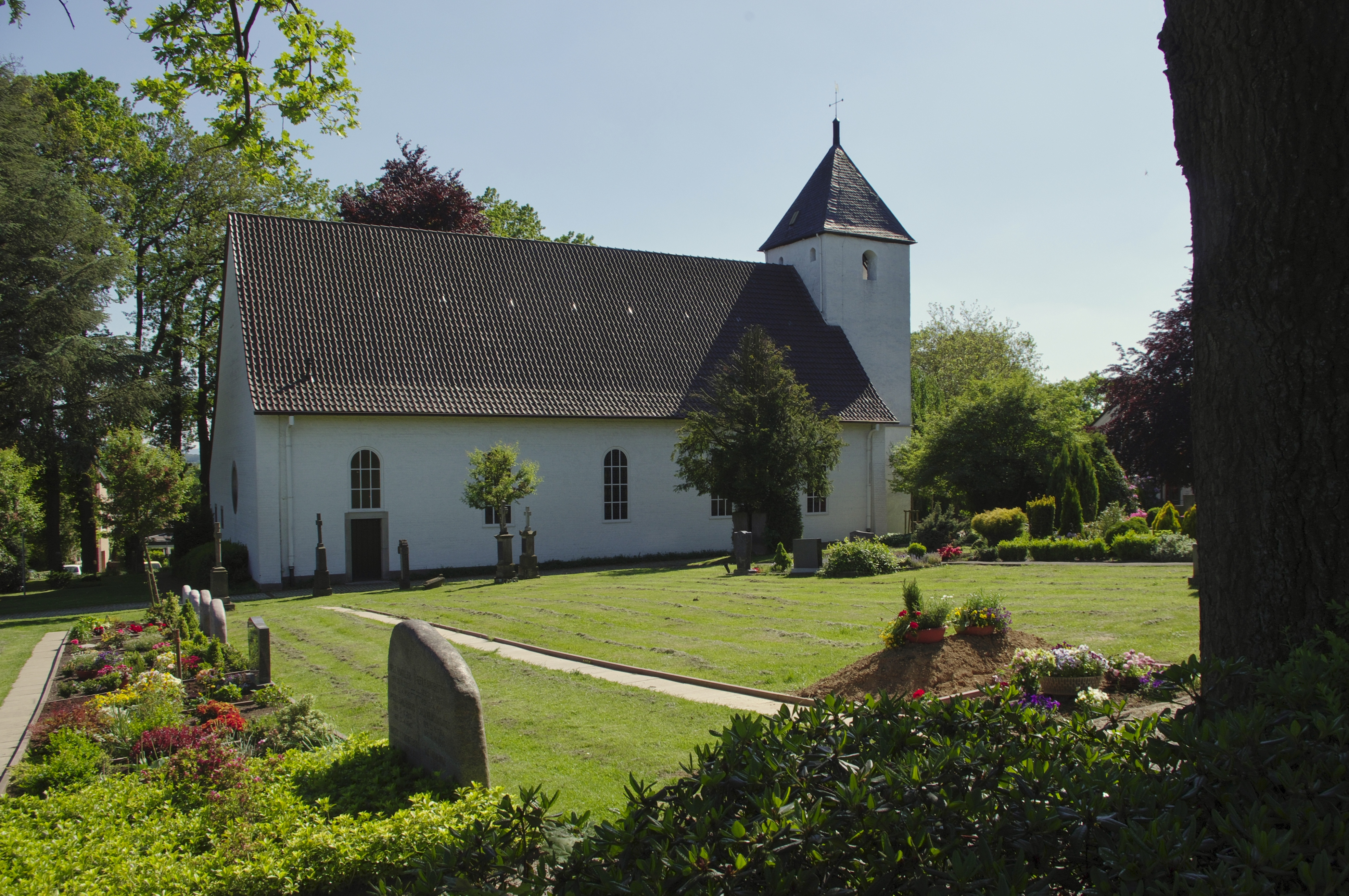
Evang. -lutherse kerk van Exter

- De evangelisch-lutherse kerk van het dorp ligt vlakbij afrit 31 van de A2. Ze is niet alleen de dorpskerk, maar ook de oudste evangelisch-lutherse snelwegkerk in Duitsland. De inwijding als zodanig vond plaats in 1959. De toren van de kerk dateert vermoedelijk uit de 17e eeuw. Bij de kerk staat een Armeens kruis, dat mede is opgericht, om de talrijke dodelijke verkeersslachtoffers uit de regio te gedenken. Ook niet-kerkgangers verlaten de Autobahn hier graag, omdat er een modern, schoon openbaar toilet staat.
- De berg Steinegge (top 255 meter boven zeeniveau) biedt wandelaars, die het pad naar deze top volgen, een fraai panorama.
- Bij Exter staat, aan de andere kant van de Autobahn, bij de Steinegge, een uit 1850 daterende windmolen, die sedert 2014 is voorzien van een eenvoudige horeca-gelegenheid, een 9 holes- golfbaan en andere voorzieningen voor dagrecreatie. In de molen kunnen stellen uit Vlotho en omgeving in het huwelijk treden. De molen herbergt een klein molenmuseum en is na restauratie weer maalvaardig.
- Rondom Exter zijn twee wandelroutes met daarlangs educatieve informatiepanelen uitgezet. Eén van deze routes is speciaal op kinderen in de basisschoolleeftijd gericht.

### De Wittekindssteen

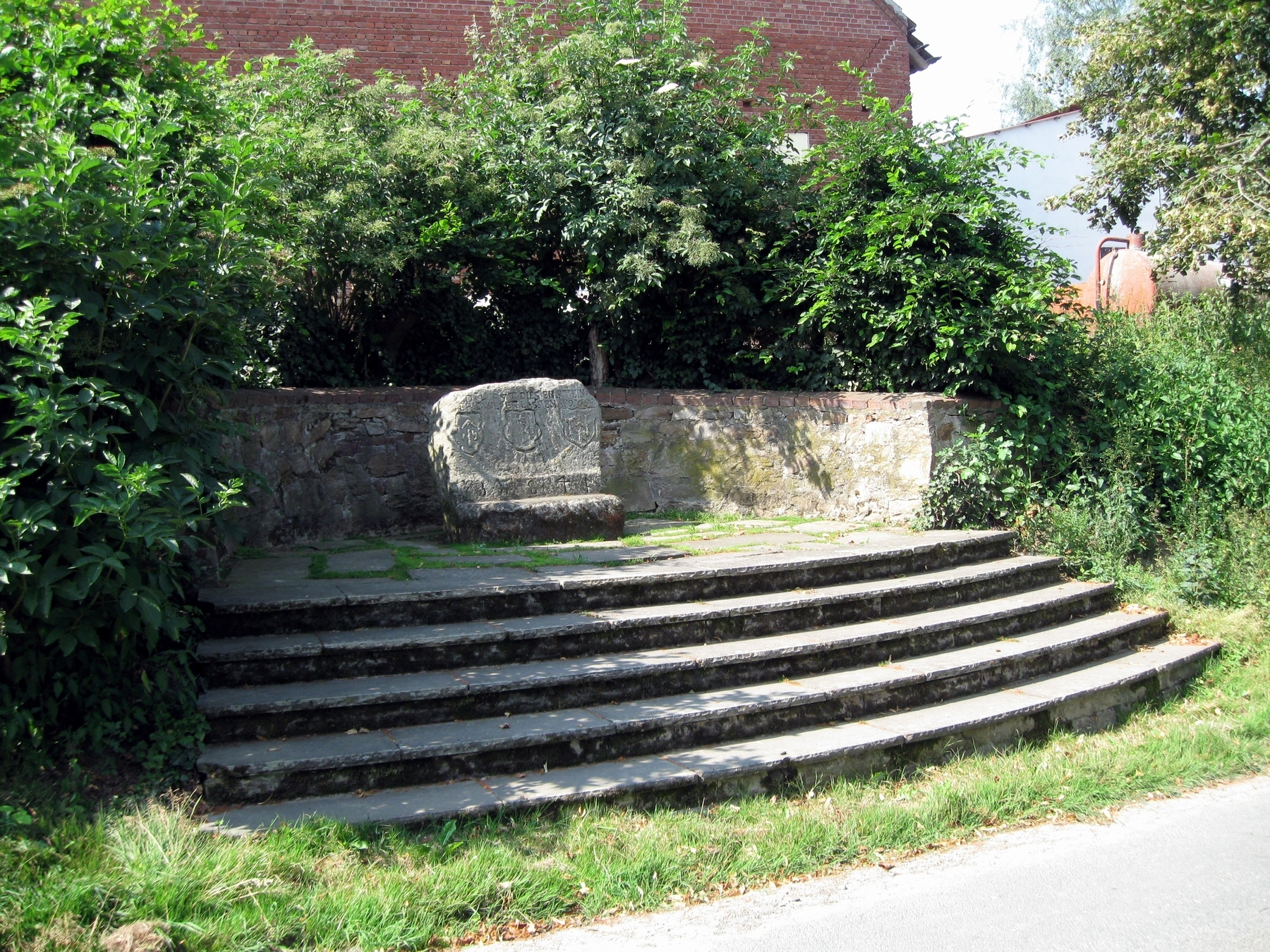
De Wittekindsstein

De Wittekindsstein bij Exter heeft niets te maken met de tijdgenoot van Karel de Grote, de Saksische hertog Widukind. De toeschrijving aan Widukind berust op 19e-eeuwse fantasie en is gebaseerd op een oude sage. Volgens deze heeft er een steen bestaan, waarboven Widukind en Karel de Grote elkaar broederlijk de hand schudden. Een ander verhaal vertelt, dat Widukind een soortgelijke steen eigenhandig zou hebben uitgehakt tot een zitbank, om daarop van het fraaie uitzicht te kunnen genieten. Het is een in de 16e eeuw opgedolven en bewerkte steen, die diende om een oude gerechtsplaats te markeren. De steen is van inscripties voorzien, die betrekking hebben op een drost en op een rechter en een schepen van de stad Herford.